# Renca (Chili)
Renca is een gemeente in de Chileense provincie Santiago in de regio Región Metropolitana. Renca telde 147.151 inwoners in 2017.
De gelijknamige plaats is onderdeel geworden van de metropool Santiago en ligt tegen de zuidflanken van de bergtoppen Cerro Colorado en Cerro Renca.

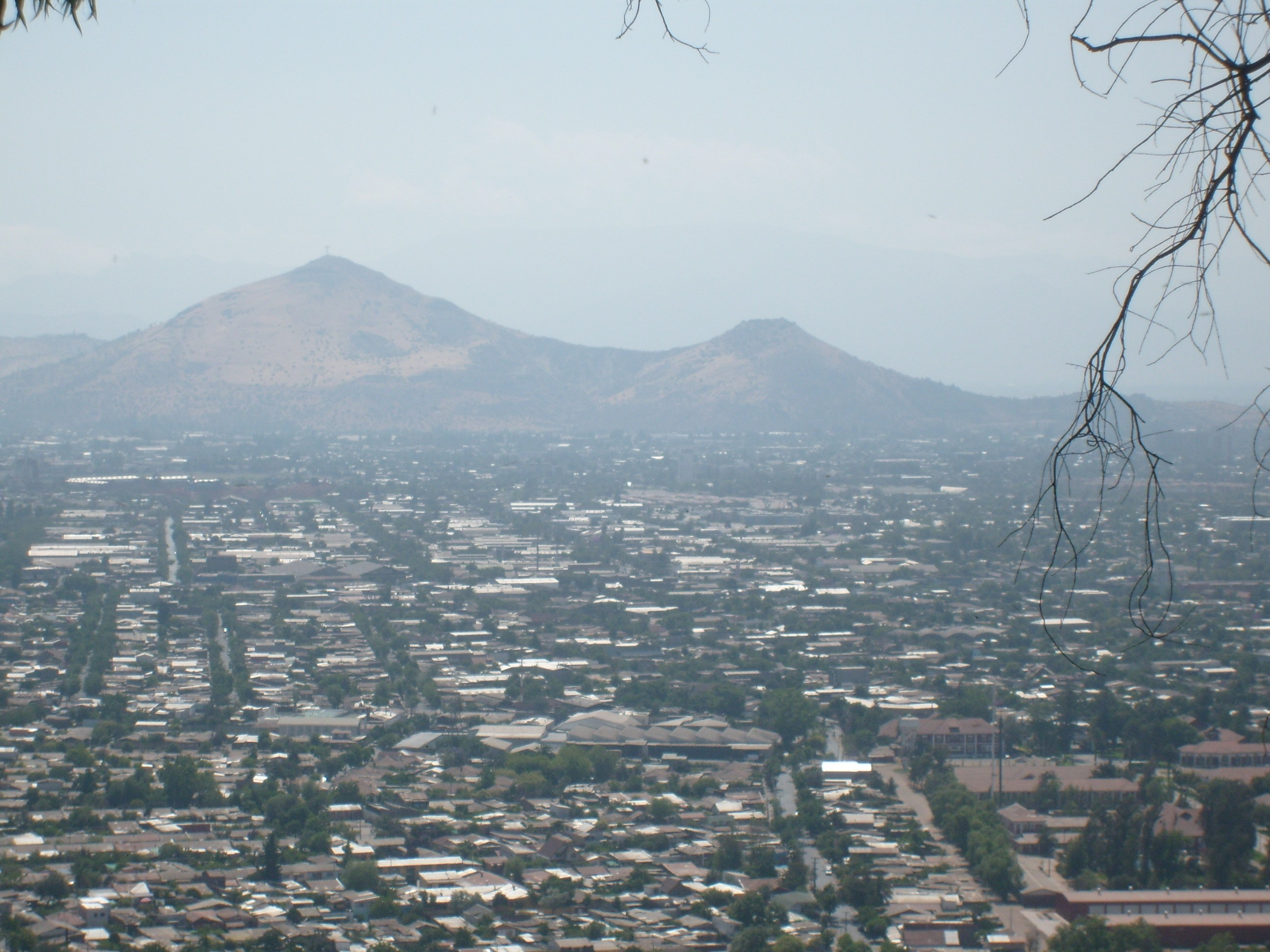

- Library of Congress Control Number: no91005384
- Nationale Bibliotheek van Israël: 987007540384005171
- Virtual International Authority File: 123437150
- WorldCat: E39PBJrCdKBhqYvPrHbdpQwDMP